# Cantuaria apica
Cantuaria apica är en spindelart som beskrevs av Forster 1968. Cantuaria apica ingår i släktet Cantuaria och familjen Idiopidae. Inga underarter finns listade.